# Pyramide (konstruktion)
|  | Denne artikel omhandler bygningsværket pyramide. For andre betydninger, se Pyramide (flertydig) |
En pyramide er en bygning, der har størst tværsnit nederst, og som bliver smallere op mod toppen, enten præcist, eller tilnærmelsesvist som den geometriske pyramide. Pyramider har været opført af flere folkeslag op gennem historien.
En nyere pyramide er Louvre-pyramiden.

## Forhistoriske pyramider

### Egypten
Ordet "pyramide" stammer fra græsk pyramis (= hvedekage), flertal pyramides. Til hver egyptisk pyramide hørte også en pyramidion. Dette var en miniature af den færdige pyramide med korrekte proportioner. Den første pyramidion blev fundet ved farao Sneferus nordlige pyramide, men den har ingen inskription. Mest fuldstændig er pyramidion fra Amenemhet IIIs pyramide. Den er af hård sort sten, indgraveret med Amenemhets navn, over de tre tegn for nefer (= skønhed, fuldkommenhed), over dem to wedjat (= hellige øjne) og øverst den bevingede solskive. Denne inskription kan læses som: "Amenemhet betragter Ras skønhed/fuldkommenhed". De hellige øjne er Amenemhets egne.
Bedst kendt er pyramidene fra Oldtidens Egypten, som også var geometrisk formede som pyramider. De var gravanlæg for flere af faraoene. De havde også templer tilknyttet, hvor der blev foretaget flere ceremonier. Dronningene blev begravet i mindre pyramider ved siden af. Den første pyramide, som blev opført til farao Djoser af hans arkitekt, Imhotep som også var ypperstepræst for solguden Ra, var udformet som en bygning med trappetrin. Djoser er navnet som denne konge fik af besøgende, da pyramiden var mere end tusinde år gammel, men det eneste kongelige navn, der er fundet på væggene i pyramiden er Horus-navnet Netjerichet. Trinpyramider med syv trin er kendt i egyptiske provinser. Den sydligste ligger på øen Elefantine. Formålet med dem er ukendt, men teorier lyder på, at de markerer hjemstederne til dronninger, eller var hellige steder for Horus og Seth.
De bedst kendte pyramider ligger ved Giza, lige udenfor Kairo og blev bygget for Khufu, Khefre og Mykerinos. Ved siden af dem står Sfinksen. Keopspyramiden er den største af alle pyramidene i Egypten. Den er også verdens mest kendte pyramide. Pyramidene ved Giza er blandt Verdens syv underværker. De havde alle et navn. Pyramiden til farao Pepi I hed Men-nefer Pepi (= Vedvarer-fuldkommenhed Pepi, dvs "Pepis fuldkommenhed vedvarer"). Navnet blev til Menfe på koptisk, og på græsk til Memfis, som senere blev navnet på den nærliggende by.

### Pyramider i den øvrige verden
Man omtaler også andre bygningsværker som pyramider. Bedst kendt er formentlig en række bygningsværker, som blev opført af flere folk i Mesoamerika. Disse havde ikke fuldstændig form som geometriske pyramider, snarere som høje bygningsværker med skrånende sider. De blev brugt til religiøse ceremonier, deriblandt menneskeofringer.
Der findes tillige pyramider og lignende bygningsværker i Kina (Xi'an), romerske pyramider blandt andet i Frankrig, Falicon, græske pyramider som Hellenikon, 220 nubiske pyramider, i Indien Srirangam, Tamil Nadu, Mesopotamien, på De Kanariske øer og Maldivene. Flere steder er pyramidene forvitrede og tilgroede. Det er også opdaget en pyramidelignende struktur i Bosnien,, men denne er ikke tilstrækkelig undersøgt (2008).

### Galleri
- Keopspyramiden
- Djosers trappepyramide
- Månepyramiden i Teotihuacán
- Güímarpyramiden på Tenerife